# Martín del Barco Centenera
Martín del Barco Centenera  (geb. um 1535 in Logrosán, Diözese Plasencia, Region Extremadura; gest. um 1602 in Madrid oder Lissabon) war ein spanischer Geistlicher, Konquistador und Schriftsteller. Der spanische Erzdiakon, der über ein Vierteljahrhundert in Amerika verbrachte, war der Verfasser des 1602 gedruckten epischen Gedichts Argentina y conquista del Río de la Plata (Argentinien und die Eroberung des Río de la Plata).

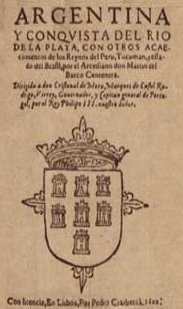
Titelseite der Erstausgabe des Gedichts La Argentina von Martín del Barco Centenera (Lissabin, 1602)

## La Argentina
La Argentina, sein berühmtes episches Gedicht in Oktaven (octavas reales) über die Eroberung des Río de la Plata, Perus und Brasiliens, wurde im Verlag von Pedro Craesbeeck im Jahr 1602 in Lissabon veröffentlicht.
Der latinisierte Name Argentinien („Silberland“) für die spanische Kolonie (als ungefähre Bezeichnung für die Region, in der sich die Republik derzeit befindet) taucht erstmals im Titel dieses Werkes auf, worin Barco Centenera die Eroberung der La-Plata-Kolonie schildert, und über die Expeditionen von Pedro Mendoza, Álvar Núñez Cabeza de Vaca und Thomas Candish berichtet. Dabei versuchte er den poetischen Stil von La Araucana, des erfolgreichen Versromans von Alonso de Ercilla y Zúñiga über den Eroberungskrieg in Chile, nachzuahmen.
Aus einem sehr persönlichen, sarkastischen Blickwinkel erzählt der Autor von Intrigen der Behörden, Aufständen der Eingeborenen, Rebellionen der Mestizen, Piratenangriffen und gibt darin sowohl persönliche Erfahrungen als auch Legenden wieder.
In Barcias Historiadores primitivos ist Argentina, y Conquista del Rio de la Plata in Band 3 abgedruckt.